# Park and ride-anlæg
Et park and ride-anlæg eller parker & rejs er et parkeringsanlæg placeret i udkanten af større byer. I tilknytning til anlægget er der offentlige transportforbindelser til centrum, så man efter at have parkeret bilen hurtigt kan komme frem til sin destination. Formålet er først og fremmest at mindske trafikmængden i centrum. 
De første park and ride-anlæg blev etableret i USA først i 1950'erne, og konceptet har siden bredt sig til resten af verden. 

## Metro, s-tog og bus
Park & ride er nu blevet et udvidet koncept, der både kan indebære rejse med metro, s-tog og bus. Københavns Metro har i et samarbejde med ParkZone lavet en service der dækker parkering og billet til offentlig transport i Københavnsområdet. På den måde kan man parkere billigt uden for byen og tage offentlig transport ind til centrum.

## Reference
1. ↑  Parker & Rejs: Mange planer – få brugere
2. ↑  Park & Ride: Samarbejde mellem Københavns Metro og Parkzone